# Hälg Holding
 (février 2023).
Si vous disposez d'ouvrages ou d'articles de référence ou si vous connaissez des sites web de qualité traitant du thème abordé ici, merci de compléter l'article en donnant les références utiles à sa vérifiabilité et en les liant à la section « Notes et références ».
 (mars 2025).
Hälg Holding AG, aussi connue sous le nom de Hälg Group, est une entreprise suisse de technique du bâtiment dont le siège est à Saint-Gall. Les activités du groupe portent sur l'automatisation des bâtiments, le chauffage, la ventilation, la climatisation, le froid, les sanitaires, les services et les services généraux.

## Histoire
L'entreprise est fondée en 1922 par Ferdinand Hälg sous le nom de Ferd. Hälg Zentralheizungsfabrik. D'origine modeste, celui-ci occupait jusque-là un poste d'ingénieur chez Sulzer à Zurich.
Après la mort de son fondateur en 1940, l'entreprise est transformée en société en commandite Hälg & Co. et la direction de l'entreprise est confiée en 1945 à Emil Hälg, fils de Ferdinand Hälg. En 1981, l'entreprise devient une société anonyme, nommée Hälg & Co. AG.
Avec Heinz Graf-Hälg, la troisième génération reprend la direction en 1986. Une structure de holding est mise en place en 1989 et, dans les années qui ont suivi, plusieurs rachats sont effectués et la filiale Hälg Facility Management AG est fondée. De 2002 à 2019, le groupe d'entreprises se présente sous la marque ombrelle Hälg Building Services Group.
En 2008, les frères Roger et Marcel Baumer, arrière-petits-fils du fondateur de l'entreprise, reprennent la direction de l'entreprise. En 2019, la marque ombrelle est passée de l'ancien Hälg Building Services Group au Hälg Group.
En 2021, l'entreprise crée un nouveau site consacré à la domotique (le septième en Suisse et le deuxième en Suisse romande) à Givisiez, dans le canton de Fribourg,.
Le 1er janvier 2024, les deux Marcel et Roger Baumer remettent leurs activités opérationnelles. Sandro Keller prend la direction de la division Technique du bâtiment.

### Reprises et acquisitions
- 2005 : la société Klima AG, dont le siège principal est à Bâle, rejoint le groupe
- 2010 : acquisition du bureau d'ingénieurs en technique du bâtiment Brunner Haustechnik AG de Wallisellen
- 2012 : rachat de Zahn + Co. AG, dont le siège est à Kreuzlingen[9]
- 2014 : rachat de Goag General Optimizing AG, dont le siège est à Zurich[10]
- 2017 : acquisitions de deux entreprises de la région de Saint-Gall et de Dober AG, dont le siège est à Schlieren
- 2018 : reprise de Meneo Énergie SA, avec des succursales à Marin-Epagnier et La Chaux-de-Fonds
- 2020 : reprise de Jul. Meisser Haustechnik AG, sise à Coire
- 2021 : reprise de Malpur Gebäudetechnik AG, active dans la maintenance et la réparation d'installations techniques du bâtiment
- 2022 : reprise de Simeon Haustechnik AG, qui opère dans les domaines de la plomberie et du chauffage, de ETAVIS Facility Services AG, qui opère dans la région de Zurich, et de Gygli + Partner AG, spécialiste dans le domaine de la ventilation et de la climatisation dans l'industrie
- 2023 : reprise de Ardüser AG, sise à Arosa[11]
- 2024: reprise de Meier Tobler Lüftungshygiene AG[12], Caspar Haustechnik AG[13] et Oberhänsli AG Gebäudetechnik[14].
- 2025: reprise de Löwen Bau- und Betriebs AG[15] et Charly Sanitaire SA à Fribourg[16].

## Chiffre d'affaires et nombre d'employés
- 2011 : 269 millions de francs suisses, 765 collaborateurs[4]
- 2017 : 293 millions[17]
- 2021 : 315 millions, 1 117 collaborateurs[18]
- 2022 : 315.7 millions, 1 057 collaborateurs[19]
- 2023 : 360 millions, 1 144 collaborateurs[20]
- 2024: 365 millions, 1 240 collaborateurs[21]